# Dalbulus maidis
Dalbulus maidis är en insektsart som beskrevs av Delong 1923 . Dalbulus maidis ingår i släktet Dalbulus och familjen dvärgstritar. Inga underarter finns listade i Catalogue of Life.